# South Park: The Stick of Truth
South Park: The Stick of Truth este un joc RPG din 2014 publicat de Ubisoft. 